# 盾叶冷水花
盾叶冷水花（学名：Pilea peltata）是荨麻科冷水花属的植物。分布在越南以及中国大陆的广西、湖南、广东等地，生长于海拔100米至500米的地区，多生于石灰岩山上石缝及灌丛下阴处，目前尚未由人工引种栽培。

## 别名
盾状冷水花（广西植物名录） 背花疮（广西贵县） 石苋菜（湖南江华）

## 异名
- Pilea peltata Hance var. ovatifolia C. J. Chen